# Люсі Гоуп
Люсі Гоуп (англ. Lucy Hope, 30 січня 1997) — британська плавчиня.
Учасниця Олімпійських Ігор 2020 року.
Чемпіонка Європи з водних видів спорту 2018, 2020 років.